# The Looming Tower
The Looming Tower – amerykański miniserial telewizyjny wyprodukowany przez Wolf Moon Productions, South Slope Pictures,  Jigsaw Productions oraz Legendary Television, który jest luźną adaptacją książki o tym samym tytule autorstwa Lawrence’a Wrighta. Serial był emitowany od 28 lutego 2018 do 18 kwietnia 2018 za pośrednictwem platformy internetowej Hulu.
Serial opowiada o walce CIA z Al-Ka’idą przed 11 września 2001 roku.

## Obsada
- Jeff Daniels jako John O'Neill[2]
- Tahar Rahim jako Ali Soufan[3]
- Wrenn Schmidt jako Diane Priest[4]
- Bill Camp jako Robert Chesney[5]
- Louis Cancelmi jako Vince Stuart[6]
- Virginia Kull jako Kathy Shaughnessy[6]
- Ella Rae Peck jako Heather[4]
- Sullivan Jones jako Floyd Bennet[6]
- Michael Stuhlbarg jako Richard Clarke[5]
- Peter Sarsgaard jako Martin Schmidt[7]

### Role drugoplanowe
- Jamie Neumann jako Toni-Ann Marino
- Tawfeek Barhom jako Khalid al-Mihdhar
- Nebras Jamali jako Nawaf al-Hazmi
- Zaki Youssef jako Abu Jandal
- Youssef Berouain jako Mohamad al-Owhali
- Samer Bisharat jako Khallad
- Sami Karim jako Omar al-Bayoumi
- Alec Baldwin jako George Tenet[8]
- Jennifer Dundas jako Mary Jo White
- Nezar Alderazi jako Jamal Ahmad Mohammad Al Badawi
- Ayman Samman jako Anas al-Liby
- Annie Parisse jako Liz
- Katie Finneran jako Sheri
- Katie Flahive jako Amy
- Jenny Paul jako Maureen
- Sharon Washington jako Judith
- Erica Cho jako Leigh
- Tasha Lawrence jako Maria O’Neill
- Yul Vazquez jako Sanchez
- Tony Curran jako Barry James

### Gościnne występy
- C. J. Wilson jako John Miller
- Vincent Ebrahim jako Wadih el-Hage
- Wendy Mae Brown jako April Brightsky Ray
- Barbara Rosenblat jako Elaine Kaufman
- Osh Ghanimah jako Abu Hamsa al-Masri
- Ibrahim Renno jako Khalid Sheikh Mohammed
- Nayef Rashed jako Ahmed al-Hada
- Robert Vincent Smith jako James Hickey
- Stewart Steinberg jako Larry Silverstein
- Donald Sage Mackay jako Kirk Lippold

## Odcinki
| Sezon | Odcinki | Oryginalna emisja w Hulu | Oryginalna emisja w Hulu |
| Sezon | Odcinki | Premiera sezonu          | Finał sezonu             |
| ----- | ------- | ------------------------ | ------------------------ |
| 1     | 10      | 28 lutego 2018           | —                        |

### Sezon 1 (2018)
| # | Tytuł                       | Reżyseria      | Scenariusz                                  | Premiera Hulu    |
| - | --------------------------- | -------------- | ------------------------------------------- | ---------------- |
| 1 | Now it Begins…              | Alex Gibney    | Dan Futterman, Alex Gibney, Lawrence Wright | 28 lutego 2018   |
| 2 | Losing My Religion          | John Dahl      | Dan Futterman, Alex Gibney, Lawrence Wright | 28 lutego 2018   |
| 3 | Mistakes Were Made          | John Dahl      | Bash Doran                                  | 28 lutego 2018   |
| 4 | Mercury                     | Ali Selim      | Adam Rapp                                   | 7 marca 2018     |
| 5 | Y2K                         | Ali Selim      | Shannon Houston                             | 14 marca 2018    |
| 6 | Boys at War                 | Michael Slovis |                                             | 21 marca 2018    |
| 7 | The General                 | Michael Slovis |                                             | 28 marca 2018    |
| 8 | A Very Special Relationship | Craig Zisk     | Bathsheba Doran                             | 4 kwietnia 2018  |
| 9 | Tuesday                     | Craig Zisk     | Adam Rapp                                   | 11 kwietnia 2018 |

## Produkcja
14 września 2016 roku, platforma Hulu ogłosiła zamówienie pierwszego sezonu serialu.
Pod koniec stycznia 2017 roku, poinformowano, że w rolę Ali Soufana wcieli się Tahar Rahim.
W kolejnym miesiącu ogłoszono, że obsada powiększył się o Billa Campa oraz Michaela Stuhlbarga

W marcu 2017 roku, poinformowano, że do obsady dołączyli: Jeff Daniels jako John O'Neill, Louis Cancelmi jako Vince Stuart, Virginia Kull jako Kathy Shaughnessy, Sullivan Jones jako Floyd Bennet oraz Peter Sarsgaard jako Martin Schmidt.
Na początku kwietnia ogłoszono, że w serialu zagrają Ella Rae Peck i Wrenn Schmidt.
W kolejnym miesiącu poinformowano, że Alec Baldwin otrzymał rolę George Teneta, byłego dyrektora CIA.